# 1950 na ciência

## Eventos
- Erwin Chargaff demonstra que os quatro nucleotídios não estão presentes nos ácidos nucleicos em proporções estáveis, mas que parece haver regras gerais (como a quantidade de adenina A tende a ser igual a da tinina T)
- Barbara McClintock descobre a transposão no milho
- Observação ou predição do elemento químico Califórnio[1]

## Nascimentos
| Data           | Nome                   | Profissão                       | Nacionalidade  | Observações                 | Ref   |
| -------------- | ---------------------- | ------------------------------- | -------------- | --------------------------- | ----- |
| 21 de janeiro  | Joseph Tanner          | astronauta                      | Estados Unidos |                             |       |
| 5 de abril     | Franklin Chang-Díaz    | físico e astronauta             | Estados Unidos |                             |       |
| 14 de abril    | Francis Collins        | geneticista                     | Estados Unidos |                             |       |
| 28 de abril    | Russell Alan Hulse     | físico                          | Estados Unidos | Nobel de Física 1993        | [ 2 ] |
| 16 de maio     | Johannes Georg Bednorz | físico                          | Alemanha       | Nobel de Física 1987        | [ 2 ] |
| 5 de junho     | Albrecht Beutelspacher | matemático                      | Alemanha       |                             |       |
| 11 de junho    | Bjarne Stroustrup      | cientista da computação         | Dinamarca      |                             |       |
| 29 de junho    | Lucia Hippolito        | jornalista e cientista política | Brasil         |                             |       |
| 1 de outubro   | Susan Greenfield       | cientista                       | Reino Unido    | Prémio Michael Faraday 1998 | [ 3 ] |
| 21 de outubro  | Ronald McNair          | físico e astronauta             | Estados Unidos | m. 1986                     |       |
| 1 de novembro  | Robert Betts Laughlin  | físico                          | Estados Unidos | Nobel da Física 1998        | [ 2 ] |
| 28 de dezembro | Clifford Cocks         | matemático e criptógrafo        | Reino Unido    |                             |       |
| ??             | Amir Ordacgi Caldeira  | físico teórico                  | Brasil         |                             |       |

## Mortes
| Data            | Nome                          | Profissão               | Nacionalidade              | Observações                   | Ref   |
| --------------- | ----------------------------- | ----------------------- | -------------------------- | ----------------------------- | ----- |
| 2 de fevereiro  | Constantin Carathéodory       | matemático              | Grécia                     | n. 1873                       |       |
| 10 de fevereiro | Marcel Mauss                  | sociólogo e antropólogo | França                     | n. 1872                       |       |
| 21 de fevereiro | Gerhard Kowalewski            | matemático              | Alemanha                   | n. 1876                       |       |
| 6 de março      | Vladimir Petrovich Vetchinkin | cientista               | União Soviética            | n. 1888                       |       |
| 19 de março     | Walter Norman Haworth         | químico                 | Reino Unido                | n. 1883 Nobel de Química 1937 | [ 4 ] |
| 28 de março     | Ernst Hellinger               | matemático              | Alemanha                   | n. 1883                       |       |
| 29 de abril     | Miguel Fernández              | naturalista             | Argentina                  | n. 1883                       |       |
| 22 de junho     | Harald Malcolm Westergaard    | engenheiro e matemático | Dinamarca / Estados Unidos | n. 1888                       |       |

## Prémios

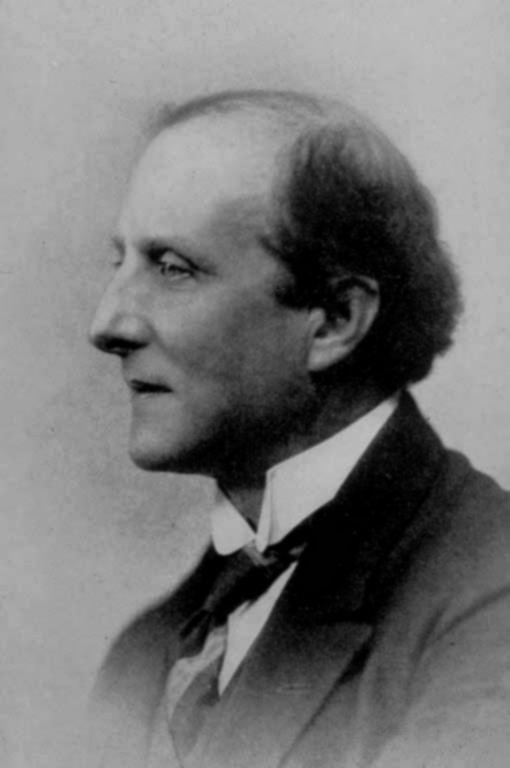
Constantin Carathéodory
(1873 - 1950)

Medalha Arthur L. Day
- Francis Birch[5]

Medalha Bruce
- Alfred H. Joy[6]

Medalha Copley
- James Chadwick[7]

Medalha Davy
- John Simonsen[8]

Medalha Fields
- Laurent Schwartz[9] e Atle Selbergref name="Fields" />

Medalha Guy de prata
- H. Campion[10]

Medalha Hughes
- Max Born[11]

Medalha Max Planck
- Peter Debye[12]

Medalha de Ouro da Royal Astronomical Society
- Joel Stebbins[13]

Medalha Penrose
- Morley Evans Wilson[14]

Medalha Real
- Zoologia - Carl Frederick Abel Pantin[15]
- Física - Edward Appleton[15]

Medalha Rumford
- Frank Whittle[16]

Prémio Nobel
- Física - Cecil Frank Powell[2]
- Química - Otto Paul Hermann Diels[4], Kurt Alder[4]
- Medicina - Edward Calvin Kendall[17], Tadeus Reichstein[17], Philip Showalter Hench[17]